# Transistor-transistor logic
In elettronica, transistor-transistor logic (TTL, lett. "logica transistor-transistor") è stata la prima tecnologia di circuiti integrati (IC) ad essere diffusa su scala globale in una grande varietà di applicazioni, come i computer, i controlli industriali, la strumentazione di laboratorio, nell'elettronica di consumo, le apparecchiature musicali, eccetera.

## Storia
La tecnologia venne inventata nel 1961 da James L. Buie di TRW; i primi circuiti integrati commerciali con dispositivi TTL sono stati prodotti da Sylvania nel 1963. Nel 1964 la Texas Instruments introdusse sul mercato la serie 5400 (per specifiche e applicazioni militari) e successivamente la serie 7400 (per specifiche e applicazioni commerciali), una famiglia di circuiti integrati comprendente un'ampia gamma di funzioni logiche. La serie 7400 (anche nota come serie 74xx, dal prefisso costante dato ad ogni componente) divenne uno standard industriale, e molte industrie, tra le quali Motorola e National Semiconductor, cominciarono anche loro a produrre questa famiglia di dispositivi; alcune industrie produssero dispositivi in questa tecnologia, molti dei quali compatibili in modo diretto con la serie 7400, ma definendoli con sigle proprietarie, una delle più diffuse fu la serie 9300 di Fairchild Semiconductor.
Versioni successive di questa famiglia furono la "LS", relativamente veloce con consumi di corrente ridotti, la "S", caratterizzata da maggiore velocità di commutazione a scapito del consumo di corrente e la "C", direttamente in concorrenza con la serie 4000 in tecnologia CMOS, (stessa funzione con identica piedinatura) e consumi estremamente bassi. La stessa famiglia di dispositivi è prodotta anche nella versione military con sigla 54xx, caratterizzata da un più ampio margine di temperatura di lavoro garantita (-55 ~ 125 °C) a differenza della prima, limitata a 0 ~ 75 °C, il materiale del package di questa famiglia (come in altre), poteva essere in resina o ceramica, la seconda assegnata alla classe di temperatura con margine più esteso.

## Funzioni
Con la tecnologia TTL è possibile realizzare molte funzioni, quali (la lista non è esaustiva):
- porte logiche come AND, OR, NAND, NOR, XOR, NOT (inverter)
- flip-flop
- latch
- contatori
- sommatori, moltiplicatori e ALU
- shift register
- timer
- memorie ROM

## Sottotipi
- Bipolare BJT
  - 74 - la famiglia TTL "standard" non aveva lettere tra "74" e il numero specifico dell'integrato
  - 74L - "Low power", basso consumo (rispetto alla famiglia TTL originaria), molto lenta; resa obsoleta dalla serie "LS"
  - H - "High speed", alta velocità (resa obsoleta dalla serie S, usata nei computer degli anni '70)
  - S - Schottky (obsoleta)
  - LS - Low Power Schottky aveva circa la stessa velocità della famiglia 74 ma un assorbimento minore
  - AS - Advanced Schottky
  - ALS - Advanced Low Power Schottky
  - F - "Fast", veloce (rispetto alla Schottky, simile a AS)
- CMOS Complementary Metal-Oxide-Semiconductor
  - C - CMOS con alimentazione 4-15V simili alla serie 4000
  - HC - High speed CMOS, similar performance to LS, 12nS
  - HCT - High speed, compatible logic levels to bipolar parts
  - AC - Advanced CMOS, performance generally between S and F
  - AHC - Advanced High-Speed CMOS, three times as fast as HC
  - ALVC - Low voltage - 1.65 to 3.3V, tpd 2nS
  - AUC - Low voltage - 0.8 to 2.7V, tpd<1.9nS@1.8V
  - FC - Fast CMOS, performance similar to F
  - LCX - CMOS with 3V supply and 5V tolerant inputs
  - LVC - Low voltage - 1.65 to 3.3V and 5V tolerant inputs, tpd<5.5nS@3.3V, tpd<9nS@2.5V
  - LVQ - Low voltage - 3.3V
  - LVX - Low voltage - 3.3V with 5V tolerant inputs
  - VHC - Very High Speed CMOS - 'S' performance in CMOS technology and power
  - G - Super high speeds at more than 1 GHz, 1.65V to 3.3V and 5V tolerant inputs, tpd 1nS (Produced by Potato Semiconductor)
- BiCMOS
  - BCT - BiCMOS, TTL compatible input thresholds, used for buffers
  - ABT - Advanced BiCMOS, TTL compatible input thresholds, faster than ACT and BCT

## Utilizzo
La TTL è una tecnologia dall'importante impatto sociale, perché grazie al suo basso costo rese economico l'utilizzo di approcci digitali laddove prima si utilizzavano metodi analogici. Ad esempio, il Kenbak-1, uno dei primi Personal Computer, usava chip TTL al posto di un singolo microprocessore, che non esisteva ancora nel 1971; uno degli ultimi computer ad utilizzare questa famiglia di chip fu l'Olivetti P6060 presentato nel 1975, il quale aveva la CPU realizzata su una coppia di schede in vetronite delle dimensioni 15 X 20 cm.

## Tecnologie derivate

### HLL

Schema interno di una porta NAND HLL modello FZH101A

La logica HLL (Logica ad alto livello) nota col nome di LSL (Logica a bassa velocità) in cui le applicazioni industriali in ambiente molto rumoroso a causa di commutazioni veniva compensato con reti a logica lentissima tra gli anni sessanta e ottanta.